# Maria do Rosário
Maria do Rosário est une députée fédérale de l’État du Rio Grande do Sul depuis le 1er février 2003 jusqu’à nos jours. 
Elle a d'autre part été Secrétaire aux droits humains (pt) du 1er janvier 2011 au 1er avril 2014, sous la présidence de Dilma Roussef.

## Biographie
Maria do Rosário Nunes est née à Veranópolis le 22 novembre 1966. Pendant sa jeunesse, elle est un membre actif du mouvement étudiant. Plus tard, alors qu'elle était enseignante dans les écoles publiques, elle prend une part active au mouvement syndical. Après son diplôme de pédagogie à l'université fédérale du Rio Grande do Sul, elle passe un diplôme sur la violence domestique au Laboratório de Estudos da Criança de l'université de São Paulo (Lacri/USP). 

## Carrière politique
Maria do Rosário est une femme politique brésilienne actuellement affiliée au Parti des travailleurs, connue au Brésil pour son action en défense des droits humains.

### Partis
Maria do Rosário a appartenu aux partis suivants : 
- PCdoB – Parti communiste du Brésil (de 1989 à 1992)
- PT Parti des travailleurs (de 1993-à nos jours)

### Altercation avec Jair Bolsonaro
Le 19 novembre 2003 Maria do Rosário et Jair Bolsonaro (alors simple député du PP Progressistas) accordaient des entrevues parallèles à la presse au sujet d’un fait divers. Ils commentaient en effet le viol, la torture et l’assassinat d’une jeune fille de 16 ans, Liana Bei Friendenbach et de son ami de 19 ans, Felipe Silva Caffé, par une bande de cinq délinquants, dont l’un était mineur. Jaïr Bolsonaro critiquait la loi de la majorité pénale qui accordait des circonstances atténuantes à ce criminel, alors que Maria do Rosário défendait cette loi. Comme ils étaient côte à côte, cette opposition s’est transformée en une violente dispute sous les caméras des télévisions. On y voit Maria do Rosário déclarer à Jaïr Bolsonaro: « C’est vous le responsable de ces violences. » Bolsonaro répond alors : « Vous m'accusez donc d'être violeur ?... Jamais je ne vous violerai car vous ne le méritez pas ». Cette affaire a rebondi le 9 décembre 2014 après une intervention à la chambre des députés de Maria do Rosário. Quand Jaïr Bolsonaro a demandé la parole pour la critiquer, elle a fait semblant de quitter les lieux. Il s’est donc adressé à elle en ces termes : « Ne partez pas, Maria do Rosário, restez, restez. Il y a peu, vous m’avez traité de violeur et j’ai dit que je ne vous violerai pas car vous ne le méritiez pas. Restez ici pour m’écouter ». Maria do Rosário a porté plainte contre Bolsonaro pour violation de la décence (« quebra de decoro ») parlementaire.
À la suite de ces incidents, Jair Bolsonaro devient le symbole de la violence contre les femmes. Ce fait apparait notamment lors d’une séance houleuse de la Commission générale de la violence contre la femme, organisée par la Chambre des députés brésilienne le 14 septembre 2016, en présence de Jair Bolsonaro.